# Hymenocardia acida
Hymenocardia acida es una especie de planta fanerógama perteneciente a la familia Phyllanthaceae originaria de los trópicos de África.

## Descripción
Es un arbusto o árbol que alcanza un tamaño de hasta 10 m de altura; a menudo rezagados o descuidados, con las ramas extendidas, ramas inferiores caídas; el tronco de 15-30 (-60) cm Ø a la altura del pecho, a menudo atrofiado o retorcido;  descascarando para dejar una corteza rojiza o leonada.

## Ecología
Arbolado de hoja caduca. asociado con Brachystegia o Cryptosepalum, pastizales y cuencas dambos sobre las arernas del Kalahari; dunas de arena a orillas del lago; en miombo de altas precipitaciones; bosque caducifolio mixto; orillas y márgenes ribereños; etc.

## Taxonomía
Hymenocardia acida fue descrita por Louis René Tulasne y publicado en Annales des Sciences Naturelles; Botanique, sér. 3 15: 256. 1851.
Variedad aceptada
- Hymenocardia acida var. mollis (Pax) Radcl.-Sm.

Sinonimia
- Hymenocardia acida var. acida
- Hymenocardia granulata Beille
- Hymenocardia lanceolata Beille
- Hymenocardia mollis var. glabra Pax
- Hymenocardia obovata A.Chev. & Beille ex Beille[4]